# Жамбълски район (Северноказахстанска област)
Вижте пояснителната страница за други значения на Жамбълски район.
Жамбълски район (на казахски: Жамбыл ауданы) е съставна част на Северноказахстанска област, Казахстан, с обща площ 7378 км2 и население 18 809 души (по приблизителна оценка към 1 януари 2020 г.). Административен център е Пресновка.